# البشير التليلي
البشير التليلي: ولد ببلدة ميدون بجزيرة جربة بالجنوب التونسي يوم 21 سبتمبر 1935 وتوفي إثر حادث مرور بتونس العاصمة يوم 3 ديسمبر 1986، مؤرخ جامعي تونسي.

## تكوينه
درس البشير التليلي تعليمه الابتدائي بمسقط رأسه، ثم انتقل إلى العاصمة لمتابعة تعليمه الثانوي بمعهد كارنو الفرنسي، ثم تحول إلى العاصمة الفرنسية باريس لدراسة الفلسفة بجامعة السوربون، ثم تحول إلى جامعة سترازبورغ بالشرق الفرنسي ومنها أحرز على الإجازة في علم الاجتماع. ومن هذا الاختصاص انتقل إلى علم التاريخ وناقش في أواخر عام 1968 أطروحة دكتوراه دولة في جامعة نيس الفرنسية حول موضوع: العلاقات الثقافية والإيديولوجية بين الشرق والغرب في تونس خلال القرن التاسع عشر 1830-1880، وكانت تحت إشراف كل من المؤرخين أندري نوشي وهنري لوفافر.

## مساره الوظيفي
يمكن أن نميز بين مرحلتين في حياة البشير التليلي المهنية، الأولى بفرنسا واستمرت إلى 13 نوفمبر 1970 وقد تولى التدريس بمركز البحر الأبيض المتوسط للدراسات الحديثة والمعاصرة بصفته مكلفا بدروس، ثم كمساعد مختص في التاريخ الاقتصادي والاجتماعي في وحدة البحث والتدريس المهتمة بالحضارات. أما المرحلة الثانية والأهم من حياته المهنية فقد كانت بتونس حيث التحق عام 1970 بقسم التاريخ لكلية الآداب والعلوم الإنسانية بتونس وارتقى من مساعد إلى أستاذ محاضر إلى أستاذ تعليم عال. وقد شغل في الأثناء رئاسة قسم التاريخ فيما بين 1974 و1980 كما ترأس تحرير مجلة الكراسات التونسية التي تصدرها نفس الكلية فيما بين 1972 و1981 كما كلف بتنسيق الدراسات التاريخية والجغرافية بدار المعلمين العليا وشغل منصب أستاذ مشارك في مركز الدراسات والبحوث الاقتصادية والاجتماعية بتونس.

## نضاله
نشط البشير التليلي في الاتحاد العام لطلبة تونس وفي جمعية طلبة شمال أفريقيا المسلمين بفرنسا، كما كان عضوا مؤسسا في جمعية عدالة وسلم في فلسطين وفي صلب المواقفية الدولية (L'Internationale Situationniste). وغداة الحركة الطلابية الفرنسية في ماي 1968 فرض عليه حظر الإقامة بفرنسا الذي استمر إلى نوفمبر 1969. فاتجه إلى جامعتي هايدلبرغ وأوكسفورد بأنقلترا. وفي تونس كان من مؤسسي نقابة التعليم العالي والبحث العلمي.

## مؤلفاته
صدرت للبشير التليلي المؤلفات التالية وجميعها باللغة الفرنسية:
1. العلاقات الثقافية والإيديولوجية بين الشرق والغرب في تونس خلال القرن التاسع عشر 1830-1880، منشورات الجامعة التونسية، 1974.
2. دراسات في التاريخ الاجتماعي التونسي في القرن التاسع عشر، منشورات الجامعة التونسية، 1974.
3. الأزمات والتحولات في العالم الإسلامي المتوسطي المعاصر (1907-1918)، منشورات الجامعة التونسية، تونس 1978. وقد صدر في مجلدين: المجلد الأول: أسس ومواقف الإصلاحيين، 540 ص ؛ والمجلد الثاني: اللليبرالية والاشتراكية والحركة النقابية، 490 ص.
4. الحركات الوطنية والاشتراكية والنقابية في المغرب العربي في سنوات 1919-1934، الجزء 1، تونس منشورات الجامعة التونسية، 1984.

## إشارات مرجعية
1. ↑  كامل سلمان الجبوري (2003). معجم الأدباء من العصر الجاهلي حتى سنة 2002م. بيروت: دار الكتب العلمية. ج. 1. ص. 466. ISBN:978-2-7451-3694-7. LCCN:2003489875. OCLC:54614801. OL:21012293M. QID:Q111309344.
2. ↑  محمد الطالبي، "في ذمة الله، البشير التليلي"، مجلة الكراسات التونسية، مج 34، ع 135-136-1986، ص 3
3. ↑  محمد الطالبي، المصدر نفسه، ص 4